# Diego Pezoa
Diego Andrés Pezoa Matus (Molina, Chile, 2 de noviembre de 1993) es un futbolista chileno. Juega como Mediocampista y su club actual es Provincial Osorno de la Segunda División.

## Clubes
| Club                | País  | Año       |
| ------------------- | ----- | --------- |
| Magallanes          | Chile | 2013-2017 |
| Curicó Unido        | Chile | 2017-2018 |
| Rangers             | Chile | 2018-2021 |
| Deportes Santa Cruz | Chile | 2021-2023 |
| Provincial Osorno   | Chile | 2024-Act. |